# Laringite
Laringite é a inflamação da laringe. O sintoma mais comum é a rouquidão, podendo também ocorrer febre, tosse, dor na parte da frente do pescoço e dificuldade em engolir. Na maioria dos casos a duração dos sintomas é inferior a duas semanas.
A laringite é classificada como aguda quando a duração dos sintomas é inferior a três semanas e como crónica quando é superior a três semanas. Os casos agudos são geralmente causados por uma infeção viral do trato respiratório superior. Entre outras possíveis causas estão outro tipo de infeções e trauma físico causado por tosse. Os casos crónicos podem ter como causa o tabagismo, tuberculose, alergias, refluxo gástrico, artrite reumatoide ou sarcoidose. O mecanismo subjacente envolve a irritação das cordas vocais.
Entre os sinais de alerta que podem indicar a necessidade de outros exames estão a presença de estridor, um historial de radioterapia ao pescoço, dificuldade em engolir, uma duração superior a três semanas e historial de tabagismo. Quando estes sinais estão presentes, as cordas vocais são geralmente examinadas através de laringoscopia. Entre as condições que podem produzir sintomas semelhantes estão a epiglotite, crupe, inspiração de um corpo estranho ou cancro da laringe.
A forma aguda geralmente cura-se por si própria, sendo apenas aconselhados o descanso da voz e a ingestão de líquidos. Os antibióticos não aparentam ter qualquer benefício na maioria dos casos de forma aguda. Embora a forma aguda seja comum, a forma crónica não é. A forma crónica ocorre com maior frequência na meia idade e é mais comum entre homens do que entre mulheres.